# Hotel Grůň
Hotel Grůň je největší srubový hotel v České republice. Nachází se v Mostech u Jablunkova ve svahu kopce Fojtský gruň v nadmořské výšce 550 metrů v pohoří Jablunkovské mezihoří, nedaleko česko-polské státní hranice, v okrese Frýdek-Místek v Moravskoslezském kraji.

## Další informace
Hotel Grůň je moderní bezbariérová celopodsklepená dřevěná roubená stavba, na kterou se použilo 1400 m³ smrkového dřeva. Klády stěn stavby mají převážně profil švédského oblouku. Stavba začala 13. června 2005, restaurace pro 180 osob byla zprovozněna 3. července 2006 a hotel s kapacitou 49 míst byl zprovozněn 31. prosince 2006. Na svahu u hotelu se nachází umělá bobová dráha Mosty u Jablunkova, lyžařská sjezdovka (Skiareál Mosty u Jablunkova) a dálková turistická trasa Stezka Českem.

## Galerie

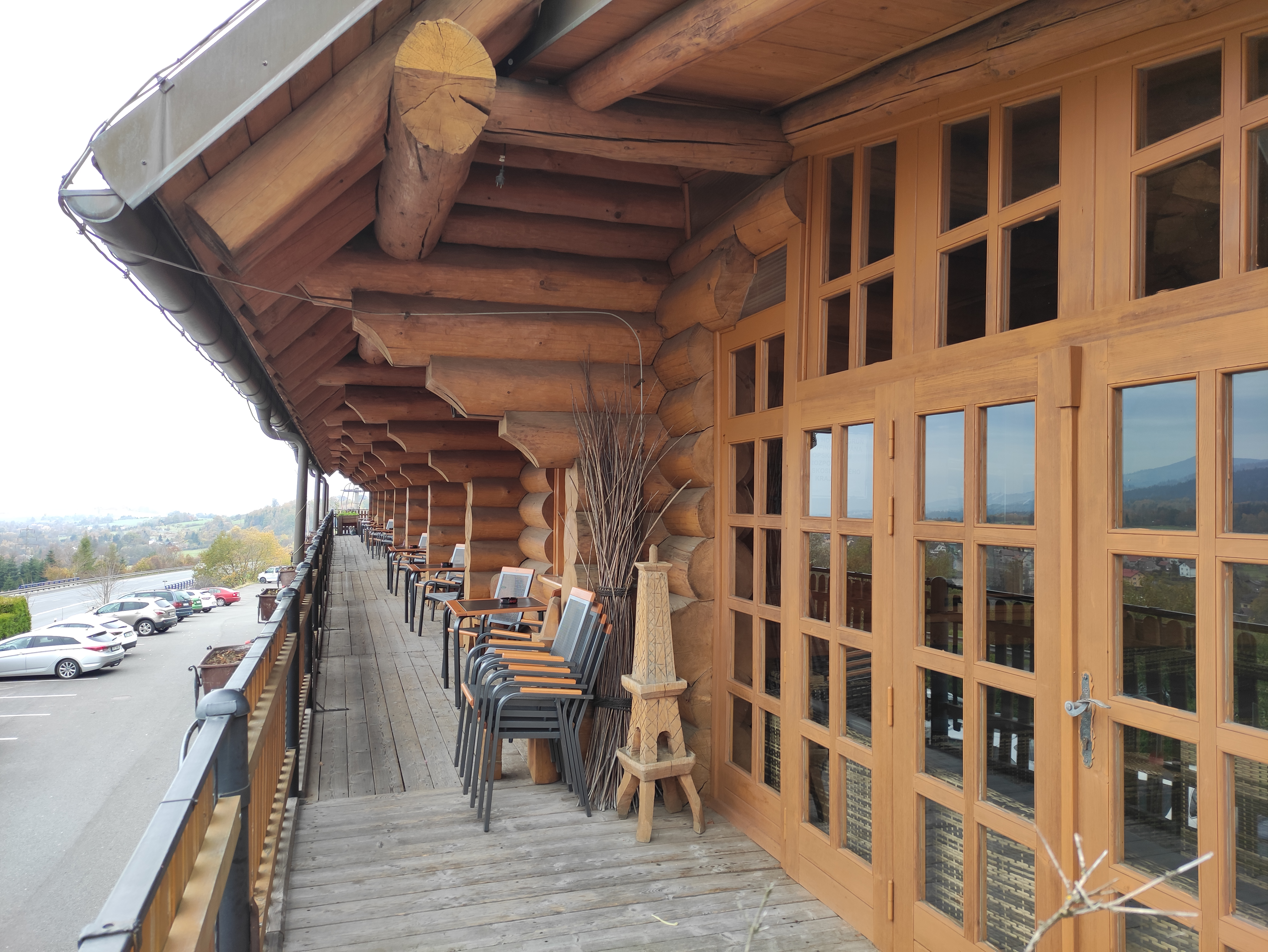
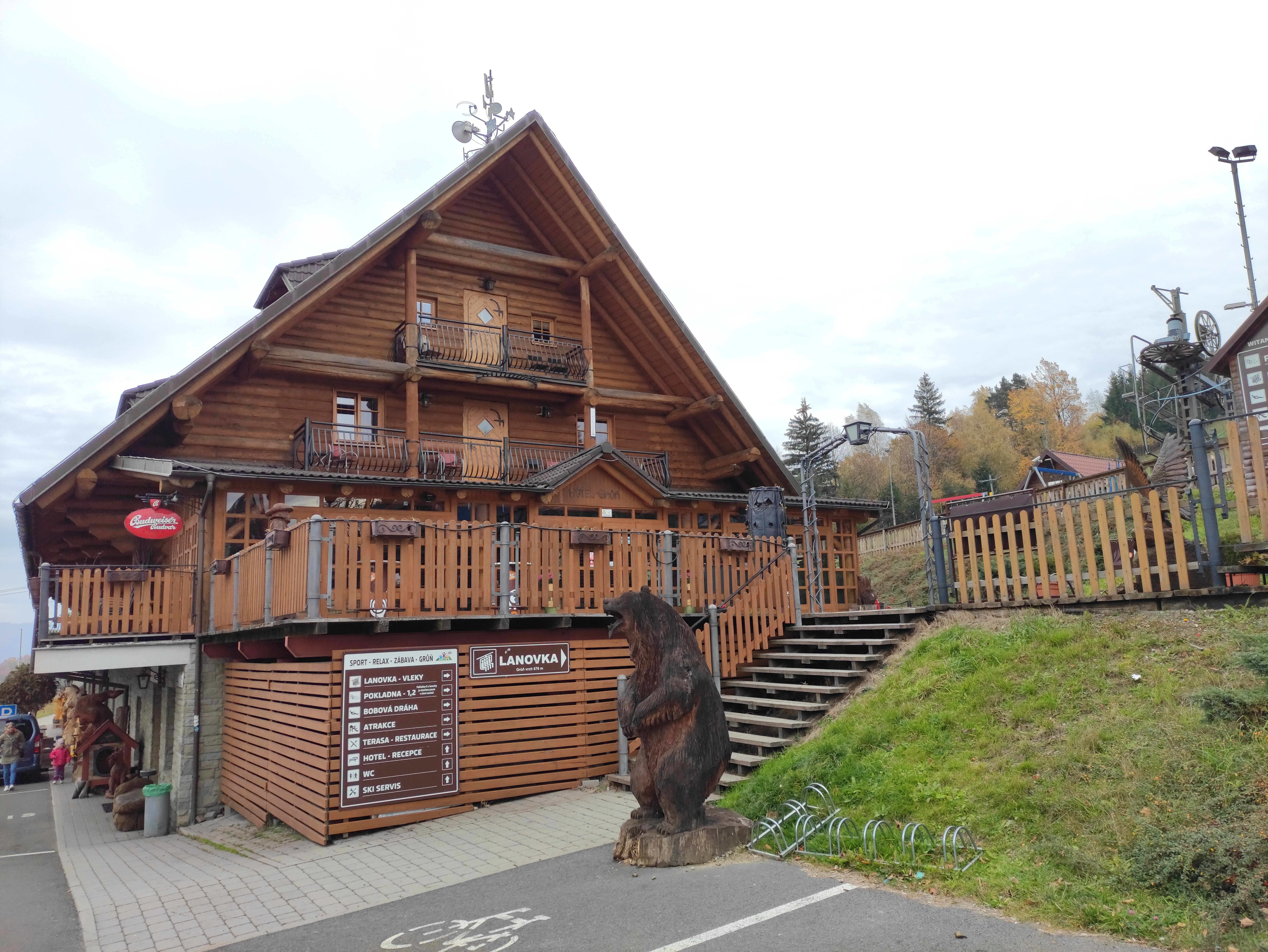
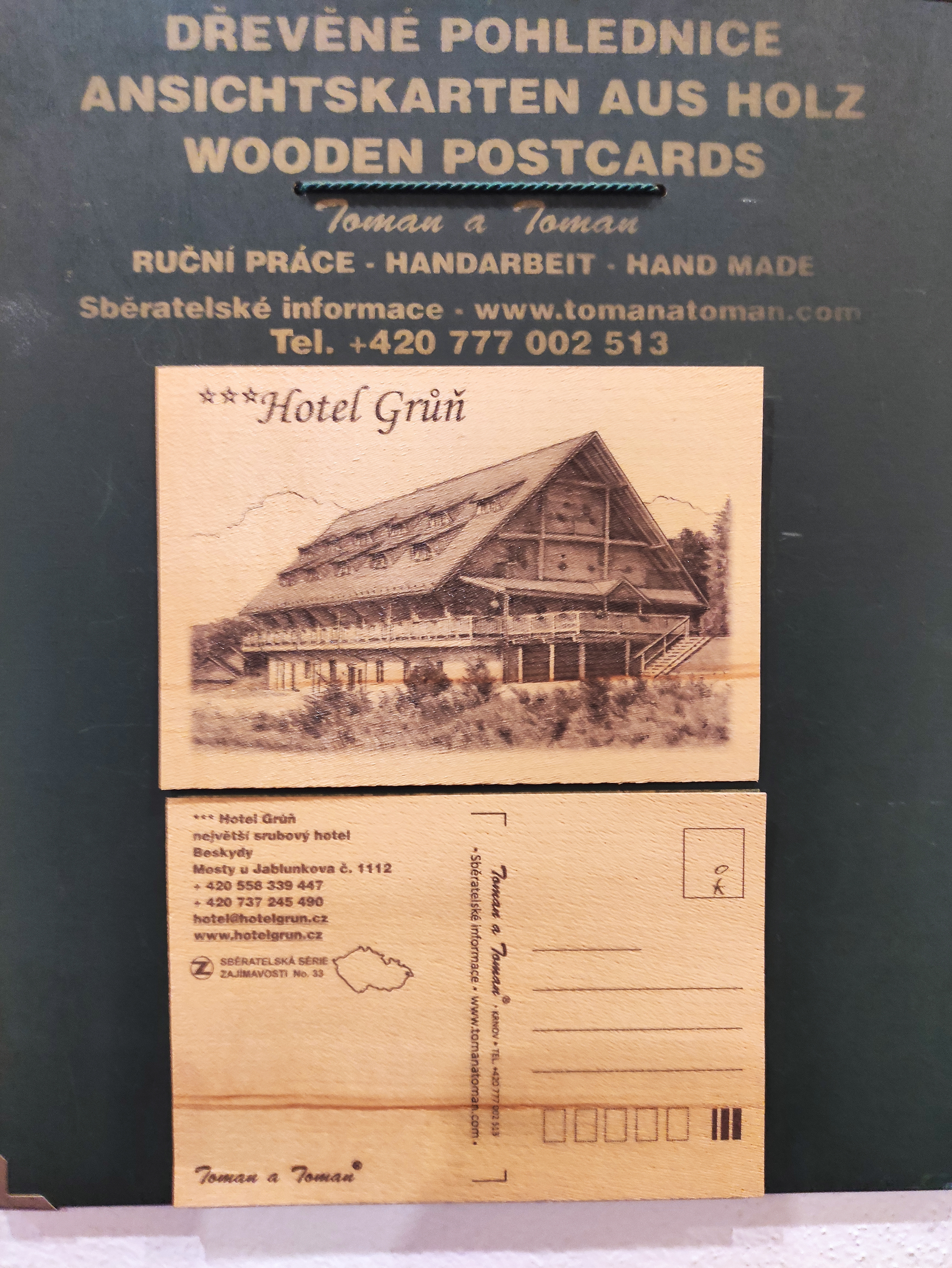
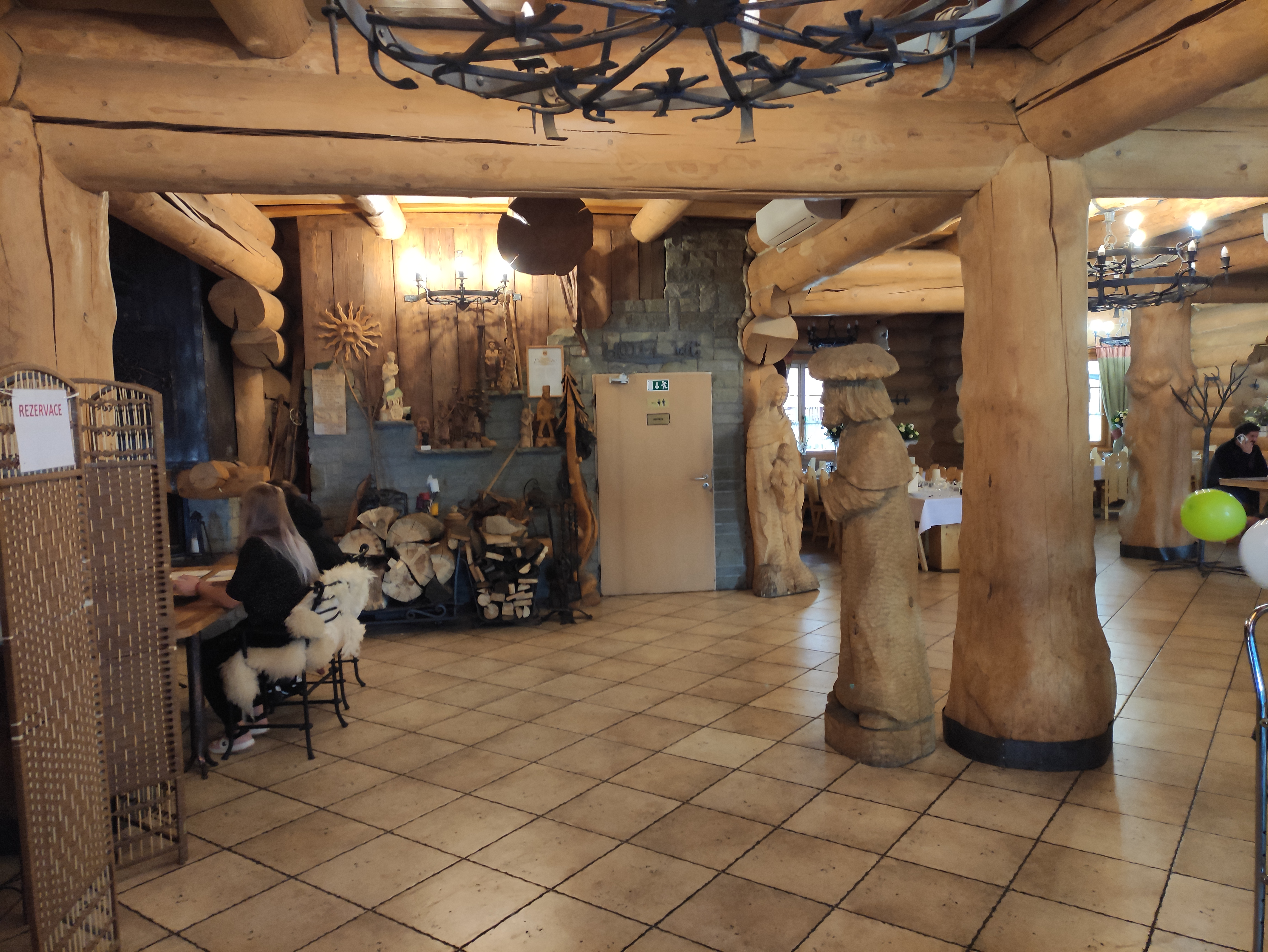